# ヨハン・ネポムク・ガイガー

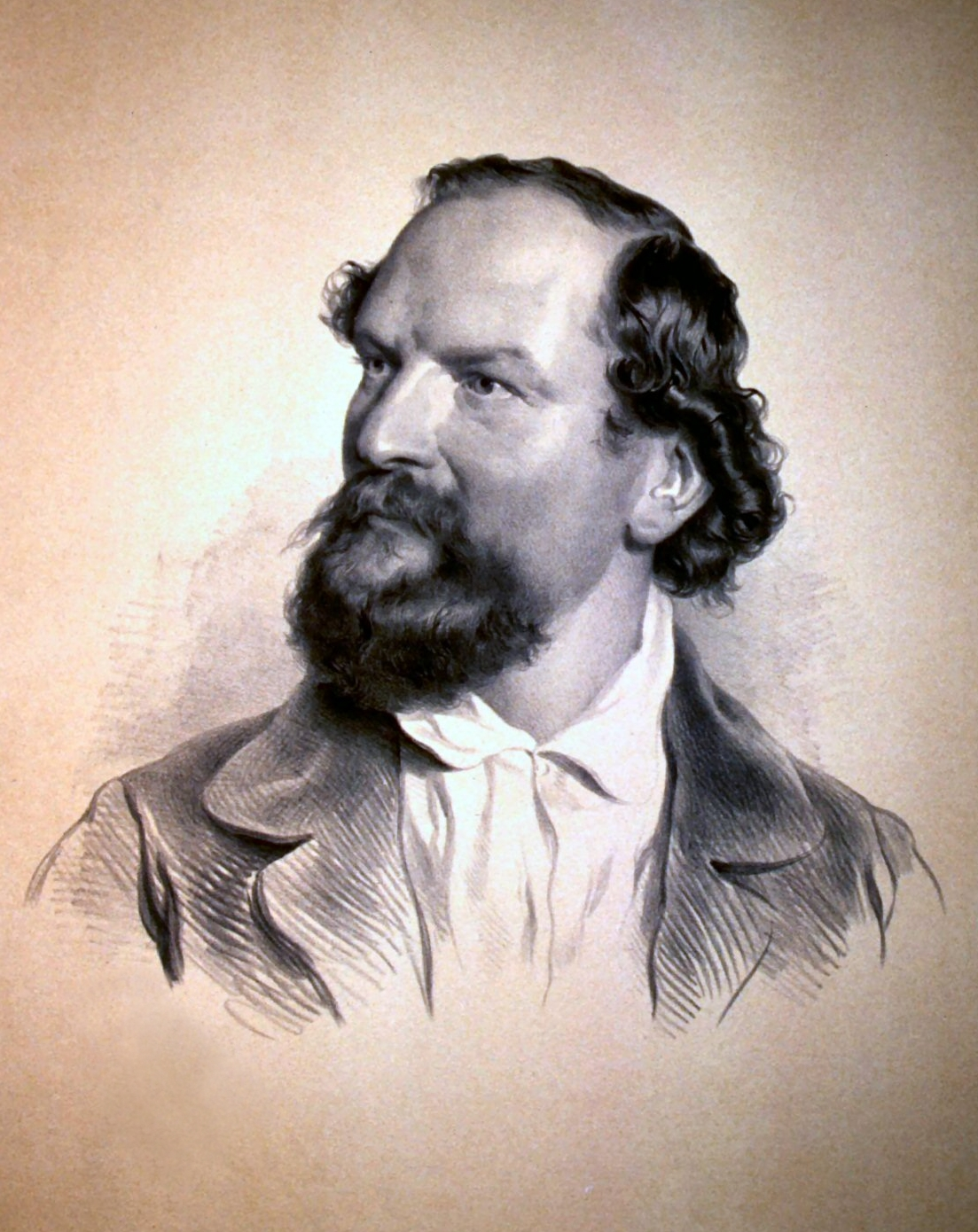
ヨハン・ネポムク・ガイガー

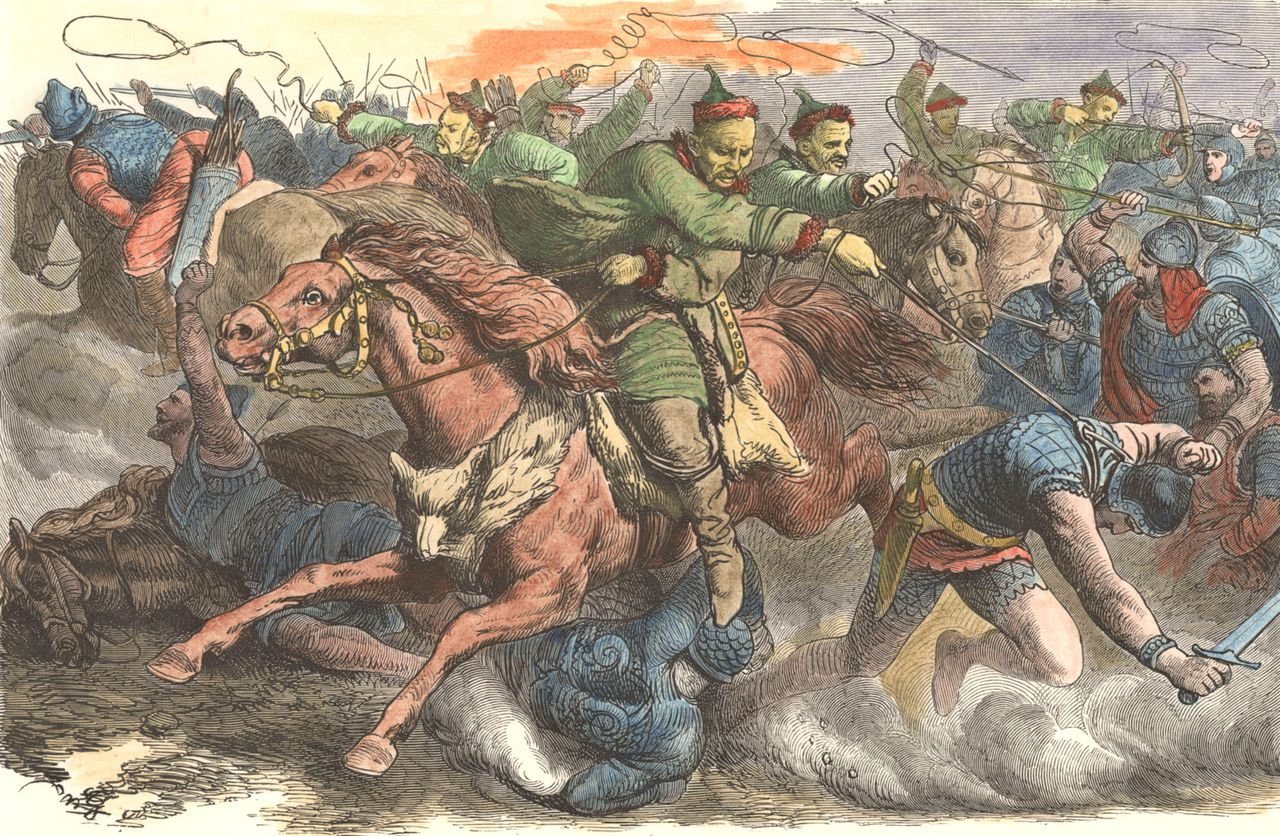
フン族とアラン族の戦い

ヨハン・ネポムク・ガイガー（Johann Nepomuk Geiger, 1805年1月11日 - 1880年10月29日）は、オーストリアの芸術画家、デザイナーである。ウィーンで生まれ、同地にて死去した。
彫刻家の家に生まれるが、素描と油絵の方向に進むことを決める。1841年にアントン・ジーグラーの本『不滅の愛国者たち』（Immortellen Vaterländischen）の挿絵を描く。1848年までの間に、膨大な量の、歴史を主題にした作品、叙情的な作品、オーストリア帝室のための絵画を制作した。
1850年には、当時18歳のフェルディナント・マクシミリアン・ヨーゼフの東方への旅に同行し、フェルディナントの帰国に際しては、彼の事業の意義を大いに強調した。1853年にはウィーン美術アカデミーの教授になった。
ヨハン・ネポムク・ガイガーは、性的な描写のある水彩画を描いたことでも知られている。

## 参考文献

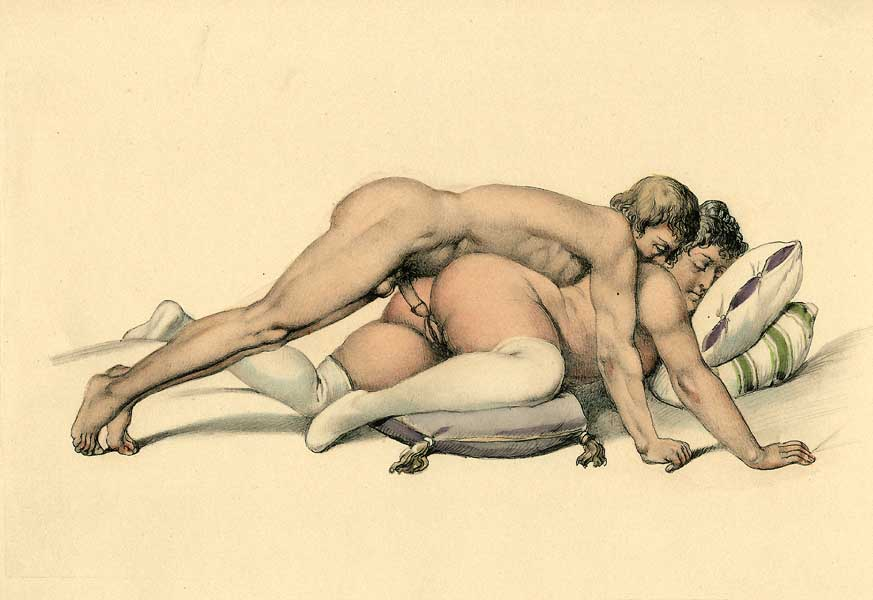
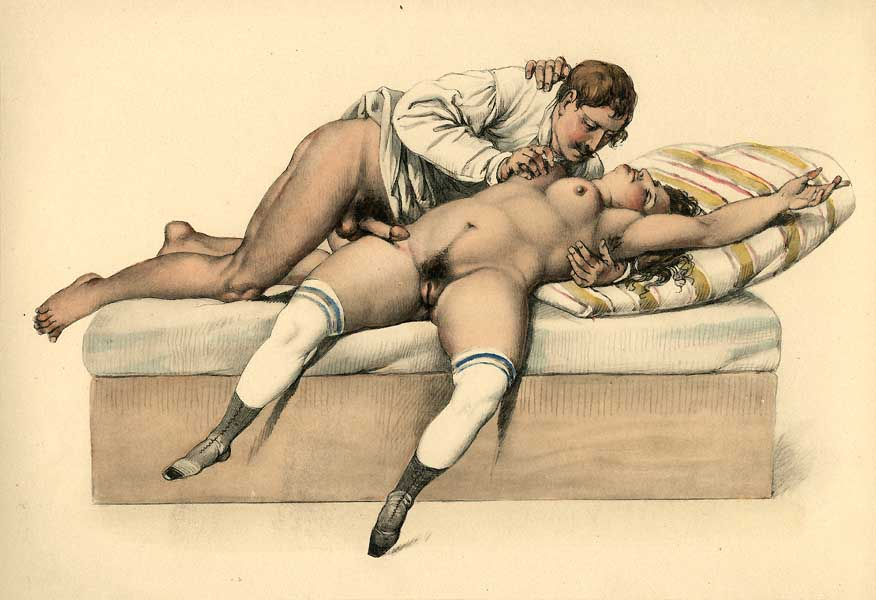
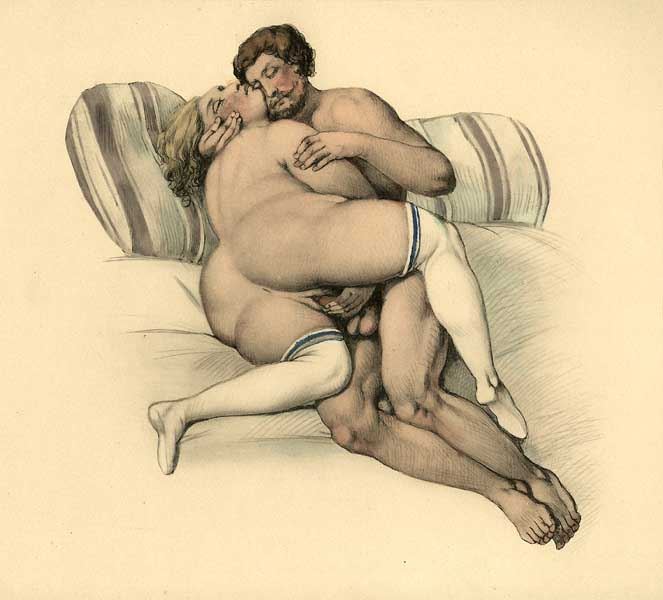
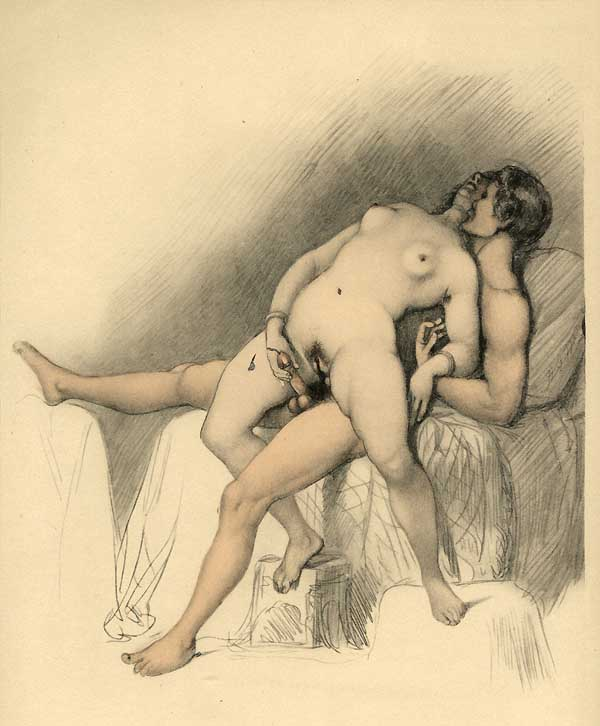